# 掌側骨間筋
掌側骨間筋（しょうそくこっかんきん、Interossei palmares muscle）は人間の上肢の筋肉で第2、4、5指MP関節の内転、屈曲、PIP関節、DIP関節の伸展を行う。
第2中手骨尺側、第4・5中手骨橈側から起こり、第2・4・5基節骨底橈側で停止する。